# Kiesza
Kiesza Rae Ellestad (* 29. ledna 1989), známější pod svým uměleckým jménem Kiesza, je kanadská zpěvačka, skladatelka, hudebnice a tanečnice. Pochází z Calgary, ale pracuje i v New Yorku nebo Londýně. Jejím nejznámějším singlem je „Hideaway“.

## Životopis
Narodila se a vyrůstala v Calgary. Její příjmení Ellestad je norské ze strany jejího otce. Její dědeček pochází z Norska z Fagernes. Když jí bylo šestnáct let, zúčastnila se programu Sail and Life Training Society a o rok později se přidala se svým bratrem k rezervám kanadského královského námořnictva. Mezitím se zúčastnila soutěže krásy Miss Universe Canada. Cenila si svého času u námořnictva a to je také důvod, proč v roce 2008 věnovala 4 500 CD kanadským vojákům sloužícím v Afghánistánu.
Zúčastnila se také programu Young Canadians, kde stepovala, tančila a i hrála. Také trénovala balet, ale ve věku 15 let se zranila, což ukončilo její baletní kariéru. Když jí bylo osmnáct let, její rodiče se rozvedli, díky čemuž napsala svou první píseň jako způsob vyjádření svých pocitů. Ten samý rok slyšela, že její píseň hráli v rádiu.
V rozhovoru pro britský deník Metro Kiesza prozradila, že může sledovat svůj rodokmen až do bitvy u Bannockburnu k někomu, kdo bojoval po boku Roberta Bruceho a řekla: "V Kanadě je mnoho skotských lidí. Tuny. Můj dědeček byl skotského původu."
Dne 2. února 2015 poprvé vystoupila v Praze v Lucerna Music Baru .

## Mimohudební kariéra
V roce 2014 byla vybrána jako tvář nové řady módních brýlí „Color Block“ od Fendi a objevila se v propagačním videu od Ruth Hogben. Ve stejném roce řekla, že plánuje vytvořit svou vlastní módní značku s názvem SteamPop.

## Diskografie

### Alba

#### Studiová alba
| Název                                                                           | Detaily alba                                                                             | Nejvyšší umístění | Nejvyšší umístění | Nejvyšší umístění | Nejvyšší umístění | Nejvyšší umístění | Nejvyšší umístění | Nejvyšší umístění | Nejvyšší umístění | Nejvyšší umístění | Nejvyšší umístění | Prodeje | Ocenění |
| Název                                                                           | Detaily alba                                                                             | CAN               | AUS               | AUT               | GER               | IRE               | NLD               | NZ                | SWI               | UK                | US                | Prodeje | Ocenění |
| ------------------------------------------------------------------------------- | ---------------------------------------------------------------------------------------- | ----------------- | ----------------- | ----------------- | ----------------- | ----------------- | ----------------- | ----------------- | ----------------- | ----------------- | ----------------- | ------- | ------- |
| Kiesza                                                                          | - Vydáno: 2008 - Vydavatelství: nezávislé                                                | —                 | —                 | —                 | —                 | —                 | —                 | —                 | —                 | —                 | —                 |         |         |
| Sound of a Woman                                                                | - Vydáno: 17. října 2014 - Vydavatelství: Lokal Legend, Island - Formáty: CD, ke stažení | 14                | —                 | 18                | 10                | —                 | 66                | —                 | 14                | 40                | 42                |         |         |
| "—" značí, že se album buď neumístilo, nebo nebylo v této oblasti vůbec vydáno. |                                                                                          |                   |                   |                   |                   |                   |                   |                   |                   |                   |                   |         |         |

#### Extended play
- 2014: Hideaway

### Singly

#### Jako hlavní zpěvačka
| 2014                                                                         | „Hideaway“          | 5  | 25 | 1  | 3  | 2 | 25 | 5  | 11 | 1 | 5  | 1  | 51 | 1   | - Music Canada: Platinový - Australian Recording Industry Association: Zlatý - British Phonographic Industry: Platinový - BEL: Zlatý - BVMI: Zlatý - FIMI: 2x Platinový - IFPI: Zlatý - RIAA: Zlatý | Sound of a Woman |
| 2014                                                                         | „Giant in My Heart“ | 52 | —  | 12 | 43 | — | —  | 11 | 72 | — | 48 | 4  | —  | 183 | | Sound of a Woman |
| 2014                                                                         | „No Enemiesz“       | —  | —  | —  | —  | — | —  | —  | —  | — | —  | 30 | —  | 33  | | Sound of a Woman |
| 2014                                                                         | „What Is Love“      | —  | —  | —  | —  | — | —  | 85 | —  | — | —  | —  | —  | —   | | Sound of a Woman |
| "—" značí, že se singl buď neumístil, nebo nebyl v této oblasti vůbec vydán. |                     |    |    |    |    |   |    |    |    |   |    |    |    |     | |                  |

#### Jako vedlejší zpěvačka
| Rok  | Název                                        | Nejvyšší umístění | Nejvyšší umístění | Album            |
| Rok  | Název                                        | Finsko            | UK                | Album            |
| ---- | -------------------------------------------- | ----------------- | ----------------- | ---------------- |
| 2013 | „Triggerfinger“ (Donkeyboy featuring Kiesza) | 9                 | —                 | Singl mimo album |
| 2014 | „Take You There“ (Jack Ü featuring Kiesza)   | —                 | 63                | Singl mimo album |
| 2015 | „Teach Me“ (Joey Bada$$ featuring Kiesza)    | —                 | —                 | B4.Da.$$         |

## Ocenění a nominace
| Rok  | Ocenění                 | Kategorie                  | Práce      | Výsledek   |
| ---- | ----------------------- | -------------------------- | ---------- | ---------- |
| 2014 | MTV Europe Music Awards | Nejlepší videoklip         | „Hideaway“ | Nominována |
| 2014 | MTV Europe Music Awards | Nejlepší nová zpěvačka     | Ona sama   | Nominována |
| 2014 | MTV Europe Music Awards | Nejlepší trendy zpěvačka   | Ona sama   | Nominována |
| 2014 | MTV Europe Music Awards | Nejlepší kanadská zpěvačka | Ona sama   | Nominována |
| 2014 | BBC Music Awards        | Píseň roku                 | „Hideaway“ | Nominována |